# برانيسلاف برلفيتش
برانيسلاف برلفيتش (باليونانية: Μπάνε Πρέλεβιτς)‏ مواليد 19 ديسمبر 1966 في بلغراد، جمهورية صربيا الاشتراكية، هو مدرب كرة سلة يوناني ولاعب سابق. بدأ مسيرته الاحترافية في سنة 1986. يبلغ طوله 6 قدم 4.5 بوصة (1.9 م). اعتزل اللعب في 2000.

## المسيرة الاحترافية
لعب مع نادي ريد ستار لكرة السلة من سنة 1986 إلى 1988، ثم لعب مع فيرتوس بالاكانسترو بولونيا في موسم 1996–1997، ثم لعب مع نادي إيه إي كي لكرة السلة من سنة 1997 إلى 1999.